# An Appetite for Wonder
Fome de Saber: A Formação de um Cientista - Memórias (em inglês:  An Appetite for Wonder: The Making of a Scientist), é o primeiro volume da  autobiografia do biólogo evolucionista e ateu militante Richard Dawkins.
A primeira versão de capa dura do livro foi lançada no Reino Unido e nos Estados Unidos em 12 de setembro de 2013, abrangendo a infância e a juventude de Dawkins até a publicação do livro O Gene Egoísta. Um segundo volume, cobrindo o restante da vida de Dawkins está previsto para 2015.